# Zygodon pichinchensis
Zygodon pichinchensis là một loài Rêu trong họ Orthotrichaceae. Loài này được (Taylor) Mitt. miêu tả khoa học đầu tiên năm 1851.